# Marta Duran Quintana
Marta Duran Quintana   (Mataró, 1955) és una pintora catalana. Biòloga de formació, paral·lelament segueix els estudis de pintura amb els pintors Pablo Mañé i Josep Maria Martínez Lozano. L'any 1980 comença a exposar la seva obra amb el grup Taller Pablo Mañé de Mataró, i obté el primer premi de pintura de la Vila de Tordera. L'any següent realitza la seva primera exposició individual al Museu Comarcal del Maresme a Mataró.
D'aleshores ençà ha exposat de forma ininterrompuda a galeries, museus, fundacions, i centres d'art de tot Catalunya (Galeria Comas de Barcelona, Galeria Anquin's de Reus, Museu de la Mediterrània de Torroella de Montgrí, Centre d'Art Santa Mònica de Barcelona), l'estat espanyol (Galeria de Arte Durán de Madrid, Galería de Arte Aitor Urdangarín de Vitòria, Caja Círculo de Burgos), Andorra (Centre Cultural Lauredià, Galeria M9), França (XXI Salon Internacional des Arts de Buxières, Salon Internacional du Val d'Or de Saint Amand, Barclays Bank de París), Alemanya (JID & Planung de Wiesbaden), Dinamarca (Gallerie Rasmus de Copenhague, Gallerie Jul d'Odense, Gallerie Munken de Lokken, Grenen Museum de Skagen), Bèlgica (Linerat, Fira d'art de Gant), Holanda (Open Art Fair d'Utrecht), Singapur, Algèria (Col·lectiva “La Mediterranée qui nos uni“, a l'Instituto Cervantes), Miami (Galeria Torres) o Nova York (Nour Foundation, Galeria Art & Framing).